# Sthenelais helenae
Sthenelais helenae är en ringmaskart som beskrevs av Johan Gustaf Hjalmar Kinberg 1856. Sthenelais helenae ingår i släktet Sthenelais och familjen Sigalionidae.
Artens utbredningsområde är Mexikanska golfen. Inga underarter finns listade i Catalogue of Life.